# Атентат в Градското казино (София)
Атентатът в Градското казино е терористичен акт, извършен около 1 часа сутринта на 14 февруари (1 февруари стар стил) 1915 година в Градското казино в София от т.нар. Червени братя.
Извършен е в началото на Първата световна война, когато България все още е неутрална. Той вероятно е организиран със съдействето на правителството на Османската империя и има за цел да компрометира привържениците на Антантата в българските политически кръгове.
През 1915 г. на 13 февруари (31 януари стар стил) е денят преди Сирни заговезни и, съгласно установена традиция, актьорите от Народния театър организират в салона на Градското казино благотворителен карнавал. В разгара на празненството е взривена бомба, при което загиват 4 души, а други 8 са ранени. Убитите са Мара Фичева-Багарова - дъщеря на военния министър генерал-лейтенант Иван Фичев, Никола Бояджиев - син на началника на Трета военноинспекционна област генерал-лейтенант Климент Бояджиев, художникът Петър Милев и Цветана Христова.
Следствието се опитва да свърже атентата с лидера на Народнолибералната партия Никола Генадиев, който по онова време се намира в Италия. Като основен организатор прокуратурата посочва Викентий Попанастасов, който е близък с Генадиев. Делото се гледа през юни същата година от военен съд. Обвиняемите са признати за виновни, макар че обвинението не успява да докаже връзка на Генадиев със случая. Попатанасов и Ицо Сантов са осъдени на смърт и обесени, други 4 обвиняеми са осъдени на затвор с различен срок. Според друг източник на смърт са осъдени Попатанасов, Сантов и Георги Илиев Дезертьорчето, Милан Манолев на 10 години затвор, свидетелят Антов на 6 години, а Серафим Манов на 5 години.
През септември 1915 г. чрез османския полицай от български произход Исмаил Хакъ бей (Георги Парталев) стават известни истинските обстоятелства около атентата. Той е иницииран от османския вътрешен министър Талаат бей, като с организацията му на място се заема Наум Тюфекчиев, а осъдените нямат връзка с този атентат.